# Martín Barlocco
Martín Raúl Barlocco Canale (Montevideo, Uruguay, 19 de diciembre de 1977) es un futbolista uruguayo, que juega de portero. Actualmente juega en el Rocha Fútbol Club de la Segunda División de Uruguay.

## Trayectoria
Sus primeras experiencias internacionales fueron en Colombia, en el país cafetero militó primero en la segunda división defendiendo la casaca del modesto Pumas de Casanare de la ciudad de Yopal durante todo el 2004. Para el Torneo Apertura 2005 de la Primera División lo ficha un club tradicional del FPC, el Deportes Quindío de la 'Ciudad Milagro' donde juega muy poco y decide regresar a Uruguay.
Ya con 29 años decide irse a aventurar a una liga poco llamativa como la Iraní siendo fichado por el Bargh Shiraz en dónde tuvo dos pasos destacados, también pasaría por el Mes Rafsanjan y el Gostaresh Foulad. Cuenta él que la adaptación al país le fue relativamente fácil, aprendió el idioma y en los 5 años que estuvo allí en cuanto a lo deportivo fue capitán y llegó a disputar más de 150 partidos por la liga local.

### Rocha F. C.
Llegó a Rocha Fútbol Club en el año 2017 en condición de libre.
El 18 de septiembre de 2020, en un partido de Segunda División frente a Racing, Barlocco cumple 100 partidos disputados, siendo reconocido en dicho encuentro.

## Clubes
| Club                      | País     | Año           |
| ------------------------- | -------- | ------------- |
| Fénix                     | Uruguay  | 1999 - 2000   |
| El Tanque Sisley          | Uruguay  | 2000 - 2003   |
| Pumas de Casanare         | Colombia | 2004          |
| Deportes Quindío          | Colombia | 2005          |
| Deportivo Colonia         | Uruguay  | 2005          |
| River Plate de Montevideo | Uruguay  | 2006          |
| Rampla Juniors            | Uruguay  | 2006 - 2007   |
| Bargh Shiraz              | Irán     | 2007 - 2008   |
| Mes Rafsanjan             | Irán     | 2008 - 2009   |
| Bargh Shiraz              | Irán     | 2009 - 2011   |
| Gostaresh Foulad          | Irán     | 2011 - 2012   |
| Rampla Juniors            | Uruguay  | 2012 - 2013   |
| Rocha                     | Uruguay  | 2013 - 2014   |
| Atenas de San Carlos      | Uruguay  | 2014-2015     |
| Deportivo Maldonado       | Uruguay  | 2015-2016     |
| Rocha                     | Uruguay  | 2017-presente |

.

## Palmarés
| Título                               | Club     | País    | Año     |
| ------------------------------------ | -------- | ------- | ------- |
| Clausura de Primera División Amateur | Rocha FC | Uruguay | 2019    |
| Liga de Primera División Amateur     | Rocha FC | Uruguay | 2019-20 |